# Svartån, Småland och Östergötland
För andra betydelser, se Svartån.

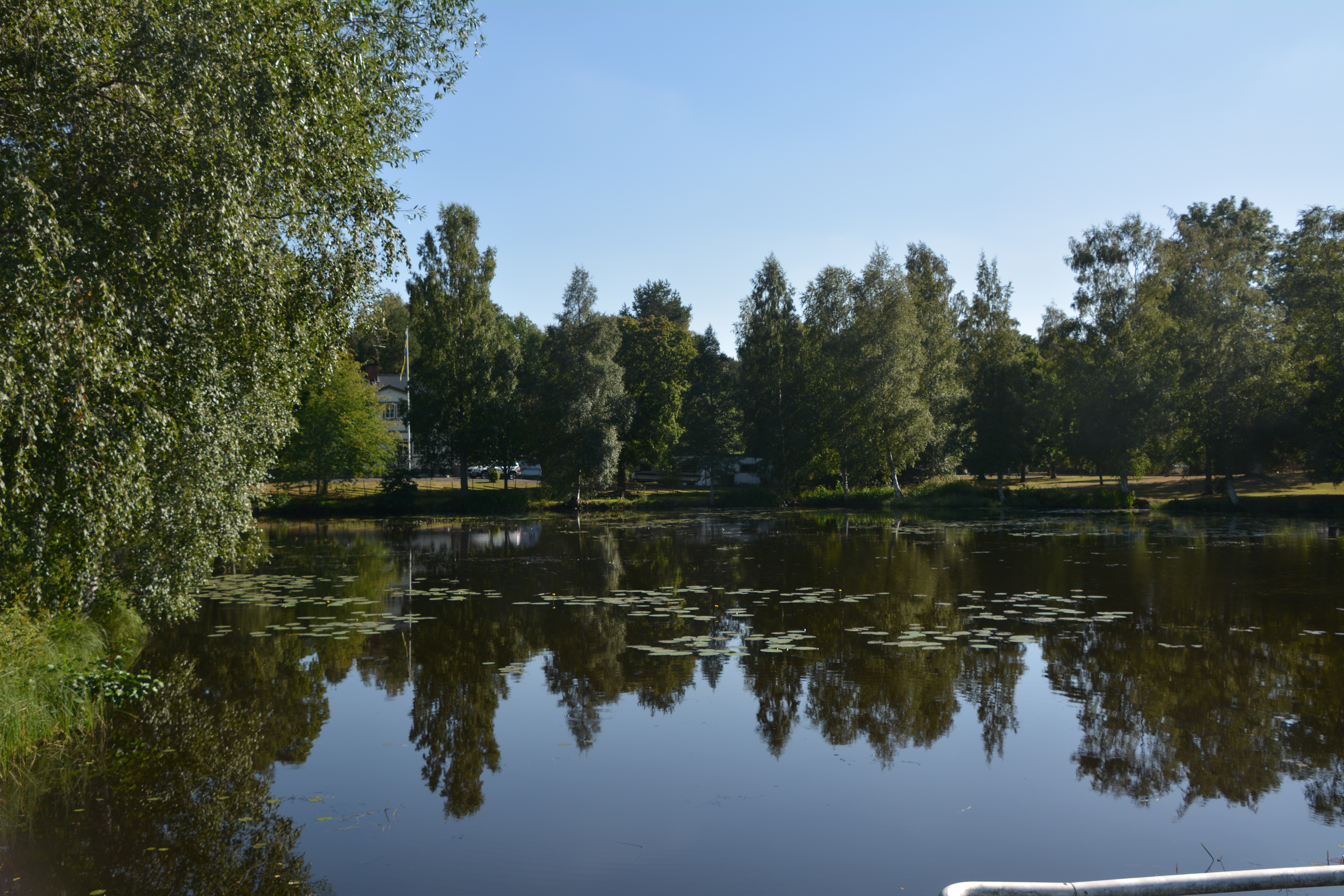
Pilabo kvarndamm i Smålands Anneberg

Svartån är en å i norra Småland och västra Östergötland. Svartån rinner från norra Småland, genom sjön Sommen och ut i Roxen i Östergötland.

## Beskrivning
Svartåns källor ligger nära Ormaryd, ca 10 km öster om Nässjö. Den rinner tidigt genom Smålands Anneberg och genom Aneby, där den bildar vattenfallet Stalpet. Efter att ha passerat Gripenberg och Tranås rinner Svartån ut i sjön Sommen. Därefter fortsätter den norrut genom Boxholm, Strålsnäs, Mjölby och förbi Sya, varefter den rinner ut på Östgötaslätten. Mynningen i Roxen vid byn Nybro i 2,5 km söder om Bergs slussar är en känd fågellokal och området är naturreservat, Svartåmynningen. Roxen avvattnas i sin tur av Motala ström. Längden är 165 km och avrinningsområdet 3 410 km², vilket gör Svartån till Motala ströms största biflöde. Svartåns största biflöde är Lillån, som mynnar i Svartån vid Ledberg cirka en mil före Svartåns mynning i Roxen.
Svartån i Småland och Östergötland är ett av tre stora vattendrag med namnet Svartån i Sverige. De andra är Svartån (Närke) och Svartån (Västmanland).

## Bilder

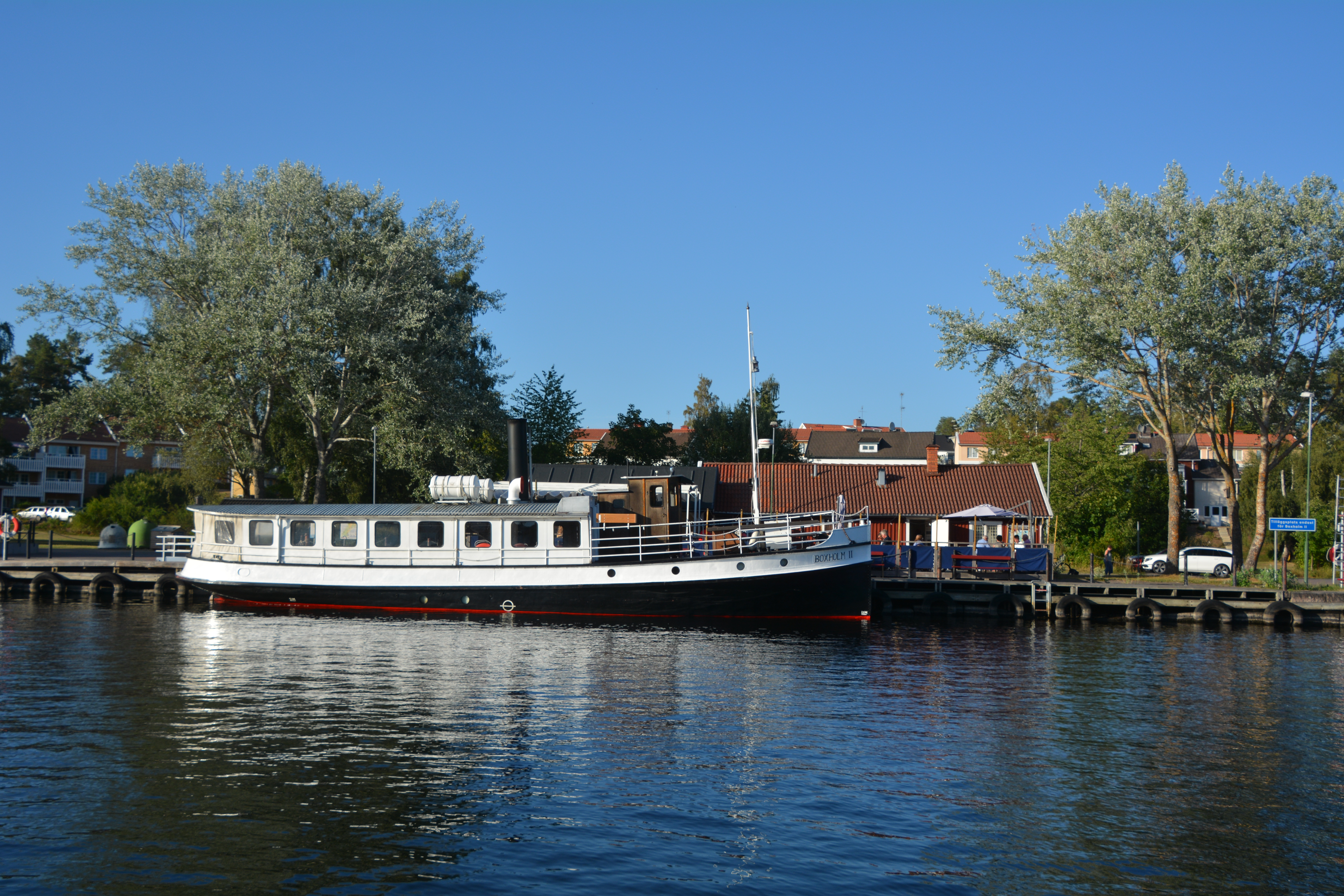
Svartån vid hamnen i Tranås, med S/S Boxholm II.
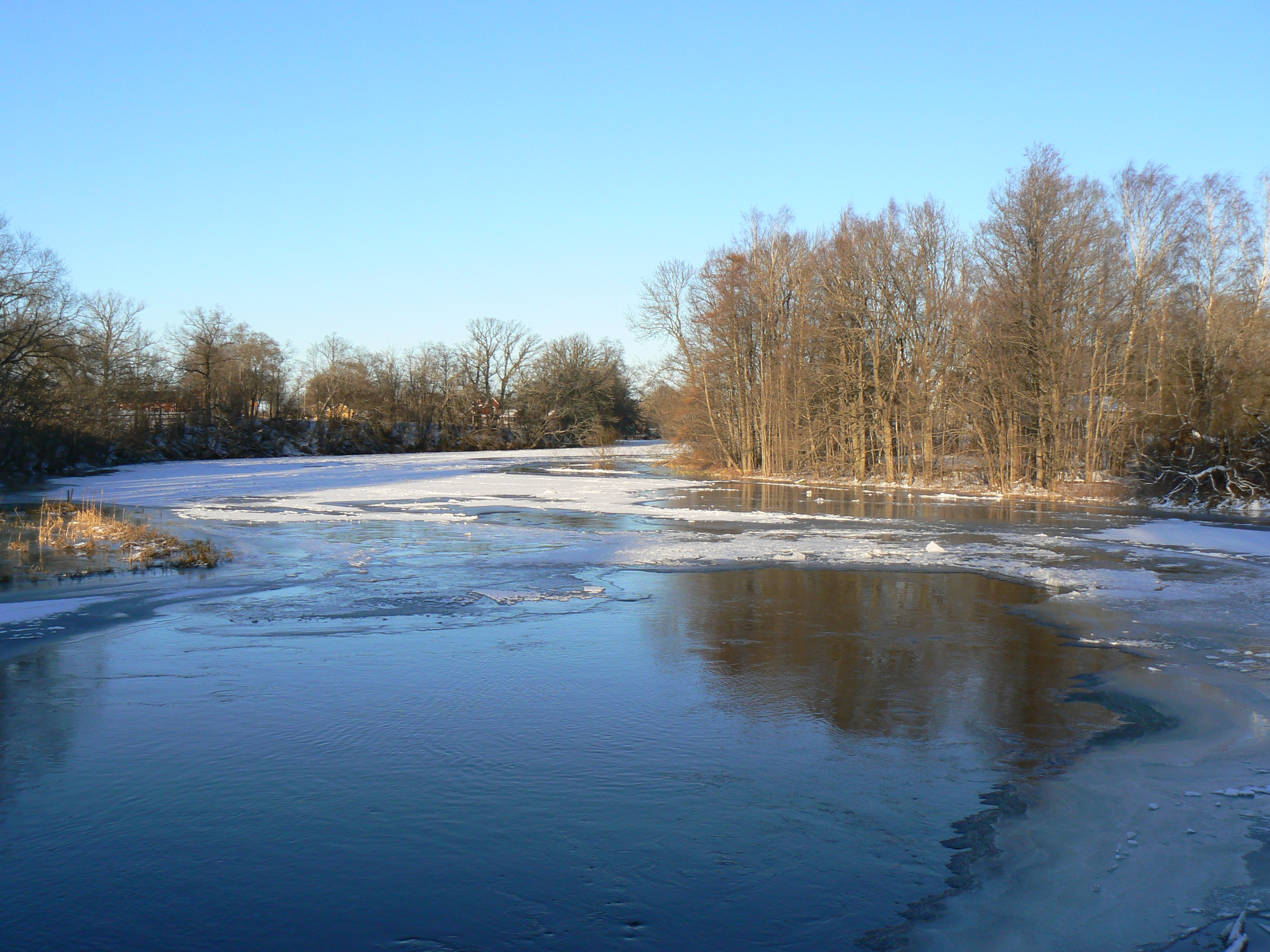
Svartån vid Ledberg i Linköpings kommun.
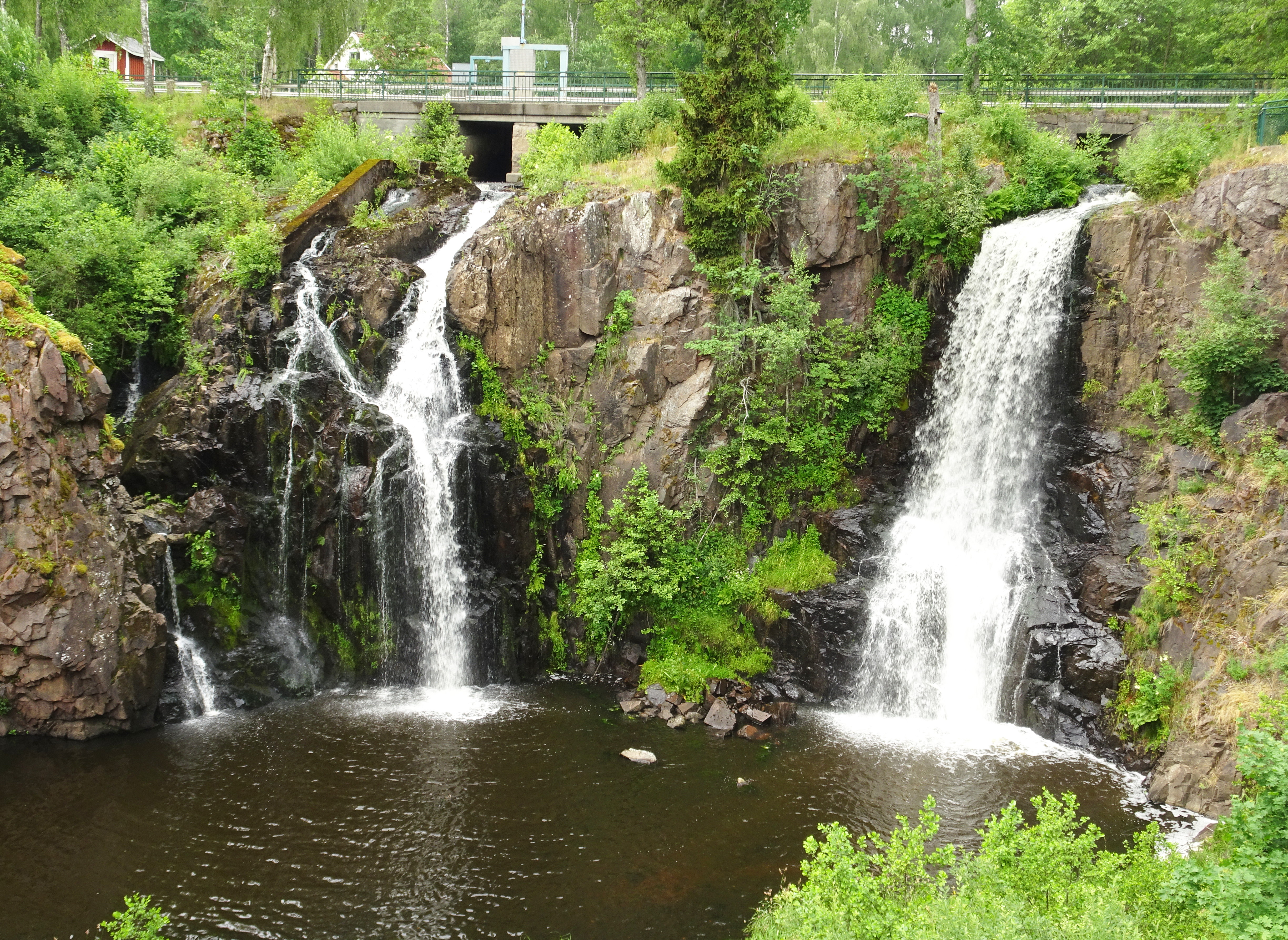
Stalpets vattenfall.
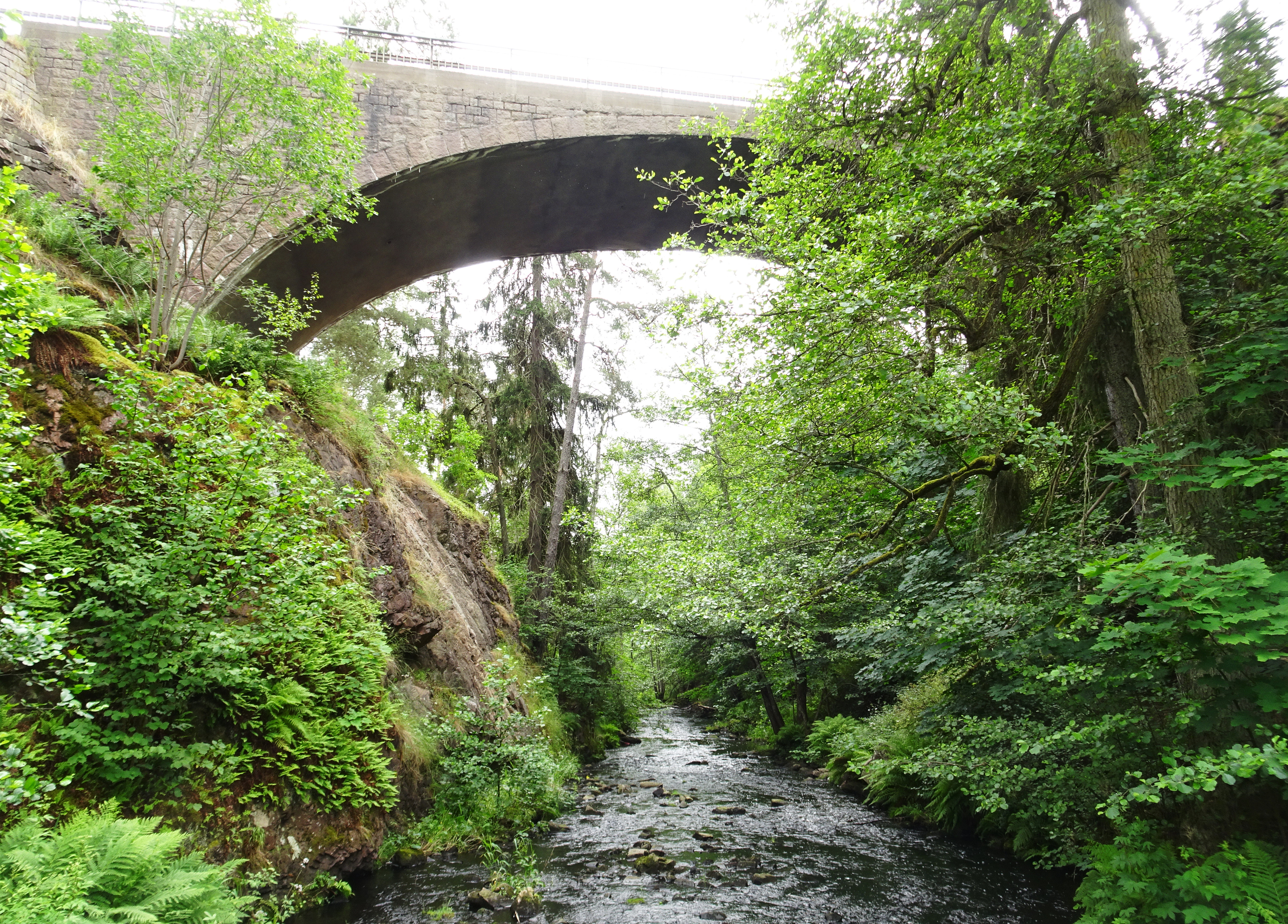
Bågbron över Svartån vid Stalpets vattenfall.